# موزه هنر شانگ یوان
موزه هنرهای معاصر پکن به عنوان سازمانی غیردولتی است و در روستای داشینگ در نزدیکی پکن قرار دارد. ساختمانی مدرن سه طبقه که طبقه بالای آن نمایشگاه مجسمه است و طبقه میانی آن ۱۰ متر ارتفاع دارد و دارای یک سالن نمایش است که گاهی شاهد نمایش شاهکارهای هنرمندان جوان سبک مدرن است.
برخی از شاعران و منتقدان چینی از موزه هنری شانگ یوان به عنوان مدینه فاضله هنری صحبت می کنند ، به این معنا که در یک جامعه استاندارد و یکنواخت ، موزه هنری شانگ یوان در جستجوی نوع خاصی از تفاوت است که به موجب آن هر فرد ، هر شخص خلاق ، هر موجود زنده به خاطر روشی که در آن به دنبال ارزش و معنای زندگی خود هستند مفتخر شوند. این مدینه فاضله هنر دستاورد شاعر چنگ شیائوبی و گروهی از هنرمندان ، شاعران ، نویسندگان و معماران است. از سال 2000 ، آنها سرمایه خود را جمع کردند و مکانی مناسب را در شمال پکن ، در دامنه کوههای یان جستجو کردند. پس از 7 سال صرف انتخاب سایت ، سازماندهی ، برنامه ریزی و ساخت، اولین مرحله از این مجموعه معماری مدرن ، با بیش از 19،700 متر مربع ساختمان در زمینی به مساحت 30،000 متر مربع در اواخر سال 2007 به پایان رسید. این مجموعه شامل 21 بخش با معماری مدرن ، شامل فضای سالن ، کتابخانه ، سالن نمایشگاه ، سکوی فضای باز (از کوههای یان می توانید ببینید) ، اتاق فیلم ، سالن نمایشگاه یادبود لیانگ سیچنگ ، کافه ، آپارتمان نویسندگان ، استودیوهای هنرمندان ، و غیره است.

## هدف موزه شانگ یوان
1. سازماندهی ارتباطات در میان رشته های مختلف هنری:
برای بازگرداندن سنت روشنفکران چینی که در آن ارتباط منظم بین شاعران ، نقاشان ، خوشنویسان و موسیقی دانان برقرار شود. آنها می خواهند وضعیت چین فعلی را بهبود بخشند تا ارتباطات بین هنرمندانی که به رشته های هنری خود اعتیاد دارند با افراد دیگر مشاغل بیشتر شود.
2. اجرای برنامه اقامت: 
در این ساختمان به هنرمندان برجسته از زمینه های مختلف، استودیو و آپارتمان هایی با محیط آرام برای فعالیت خلاقانه ارائه می شود.

### هدف اصلی موزه شانگ یوان
موزه هنری شانگ یوان با تشویق و ترویج هنرمندان به دنبال اهداف زیر میباشد.
1) با یک روحیه خلاقانه مستقل انجام می شود 
2) دارای ویژگی های خلاقیت و زبان شاعرانه است 
3) مربوط به وجود "حال" هنرمند است 
4) با تجربه واقعی زندگی هنرمند تحریک می شود. 
آنها بر تشویق و همکاری متقابل هنرمندان از رشته های مختلف هنری تأکید میکنند و همچنین به کمک و حمایت از رشد هنرمندان جوان اهمیت می دهند.

## برنامه پشتیبانی "هنر بدون وقفه" موزه شانگ یوان
1.     اقامت: هنرمندان برجسته از رشته های مختلف هنری شامل نقاشی ، معماری ، ادبیات و شعر ، موسیقی ، هنرهای نمایشی و فیلم - انتخاب می شوند و استودیو و آپارتمان در اختیار آنها قرار می گیرد. همچنین گروه نویسندگان منتقد هنری شانگ یوان فرصتی برای توسعه در کنار هنرمندان ایجاد میکند.
2.     تبادل برای معلمان هنر: این مکان به معلمان هنر با آرزوهای خلاقانه این فرصت را میدهد تا با نمایش آثار فضا برای تعامل با دیگر هنرمندان فراهم شود. آنها میتوانند با گسترش افق دید خود ، تحریک حواس و اجازه دادن به درون نگری ، سطح درک خود را به طور متقابل بالا ببرند. 
3.     پشتیبانی: موزه هنری شانگ یوان می خواهد به هنرمندان برجسته کمک کند تا با استفاده از ذخایر مورد نیاز و فضای جستجو، آثاری شگرف خلق کنند و به طور مستمر مفاهیم هنری خود را توسعه دهند. آنها موجبات ارتباط میان رشته ها و جهش کیفی واقعی آثار را پدید آورده‌اند.
4.     سازماندهی و تسهیل فعالیت های هنری در سراسر جهان: این مجموعه زمینه های پروژه های خلاق ، مبادلات دانشگاهی ، گفتگوی موضوعی ، نمایشگاه ها و نمایش  و بحث درباره آثار ، کنسرت ها ، شعرخوانی ها ، همکاری بین مرزهای دیداری و شنیداری و غیره را فراهمکرده است
موزه هنری شانگ یوان تنها موزه در حال حاضر چین است که:
1) بودجه غیر دولتی را برای فعالیتهای هنری مداوم جمع آوری کرده است.
2) فردیت معماری مدرن چینی را ارتقا می بخشد ، تا به معماری یک حس اثربخشی در واقعیت کنونی و احساس رجعت در تاریخ ببخشد.
3) به هنرمندان جوان کمک می کند تا زمان بیشتری به دست کمک نیاز دارند...
صحنه هنری شانگ یوان تنها موزه در حال حاضر چین است که: 
در دنیای مدرن که در شهرت و ثروت گم شده است ، این مکان آرام است که روح ما می تواند در آن استراحت کند.